# Calendário eleitoral nacional de 2024
Este calendário eleitoral internacional de 2024 lista as eleições nacionais/federais programadas para serem realizadas em 2024 em todos os Estados soberanos e seus territórios dependentes. As eleições parciais estão excluídas, embora os referendos nacionais estejam incluídos. Datas específicas são fornecidas quando são conhecidas. 2024 foi considerado o maior ano eleitoral da história.

## Janeiro
- 7 de janeiro: Bangladesh, Parlamento[7]
- 9 de janeiro: Butão, Assembleia Nacional (2.º turno)[8]
- 11 de janeiro: São Martinho, Parlamento[9]
- 13 de janeiro: Taiwan, Presidente e Parlamento[10]
- 14 de janeiro: Comores, Presidente[11]
- 21 de janeiro: Liechtenstein, Referendos[12][13]
- 26 de janeiro: Tuvalu, Parlamento[14]
- 28 de janeiro: Finlândia, Presidente (1.º turno)[15]

## Fevereiro
- 4 de fevereiro: El Salvador, Presidente e Parlamento[16]
- 7 de fevereiro: Azerbaijão, Presidente[17]
- 8 de fevereiro: Paquistão, Assembleia Nacional[18]
- 11 de fevereiro: Finlândia, Presidente (2.º turno)[19]
- 14 de fevereiro: Indonésia, Presidente e Parlamento[20]
- 25 de fevereiro:
  - Bielorrússia, Parlamento[21]
  - Liechtenstein, Referendo[22]
  - Senegal, Presidente[23]

## Março
- 1º de março: Irã, Parlamento e Assembleia dos Peritos[24]
- 8 de março: Irlanda, Referendos constitucionais[25]
- 10 de março: Portugal, Parlamento[26]
- 15–17 de março: Rússia, Presidente[27]
- 17 de março: Maldivas, Parlamento
- 23 de março: Eslováquia, Presidente[28]

## Abril
- 10 de abril:
  - Coreia do Norte, Parlamento
  - Coreia do Sul, Parlamento[29]
- 17 de abril: Ilhas Salomão, Parlamento
- 19 de Abril: Índia, parlamento
- 24 de abril: Macedônia do Norte, Presidente (1.º turno)
- 29 de abril: Togo, Parlamento

## Maio
- 5 de maio: Panamá, Presidente e Parlamento[30]
- 8 de maio: Macedônia do Norte, Presidente (2.º turno) e Parlamento
- 12 de maio: Lituânia, Presidente e Referendo constitucional[31][32]
- 19 de maio: República Dominicana, Presidente e Parlamento[33]
- 29 de Maio: África do Sul, Parlamento

## Junho
- 1º de junho: Islândia, Presidente[34]
- 2 de junho: México, Presidente, Senado e Câmara dos Deputados[35]
- 9 de junho: Bélgica, Parlamento[36]
  - San Marino
- 22 de junho: Mauritânia, Presidente[37]
- 28 de junho: Mongólia, Parlamento[38]

## Julho
- 15 de julho: Ruanda, Presidente e Câmara dos Deputados[39]
- 28 de julho: Venezuela, Presidente

## Setembro
- 9 de setembro: Argélia, presidente
- 29 de setembro: Áustria, Parlamento

## Outubro
- 8 de outubro: Brasil, municipais
- 9 de outubro: Sri lanka, presidente
- 9 de outubro: Moçambique, Presidente e Parlamento[40]
- 25 de outubro: Kiribati, presidente
- 26 de outubro: Geórgia, Parlamento[41]
- 27 de outubro: Uruguai, Presidente e Parlamento[42]
- 28 de outubro: Lituânia, parlamento
- 31 de outubro: Botswana, Presidente e Parlamento

## Novembro
- 3 de novembro: Moldávia, presidencial e referendo
- 5 de novembro: Estados Unidos, Presidente, Senado e Câmara dos Representantes[43]
- 12 de novembro: Palau, Presidente e Parlamento[44]
- 13 de novembro: Somalilândia, Presidente[45]
- 16 de novembro, Gabão, referendo constitucional
- 24 de novembro: Romênia, Presidente e Parlamento
- 27 de novembro: Namíbia, Presidente e Assembleia Nacional
- 29 de novembro: Irlanda, eleições gerais
- 30 de novembro: Maurícia, Parlamento

## Dezembro
- 7 de dezembro: Gana, Presidente e Parlamento
- 29 de dezembro: Chade, Presidente e Parlamento
  - Croácia

## Data desconhecida
- Reino Unido, Câmara dos Comuns (até 28 de janeiro de 2025)
- Uzbequistão, Câmara Legislativa

## Eleições indiretas
As seguintes eleições indiretas de chefes de Estado e de câmaras altas de legislaturas bicamerais ocorrerão por meio de votação em câmaras baixas eleitas, legislaturas unicamerais ou colégios eleitorais:
- Desde 29 de setembro de 2022: Líbano, Presidente[46][47]
- 2 de janeiro: Ilhas Marshall, Presidente[48]
- 25 de janeiro: Nepal, Assembleia Nacional[49]
- 24 de fevereiro: República Democrática do Congo, Senado[50]
- 25 de fevereiro: Camboja, Senado[51]
- 9 de junho: Bélgica, Senado
- Abril: Malta, Presidente
- Maio: África do Sul, Presidente
- Outubro: Etiópia, Presidente
- Novembro: Maurícia, Presidente
- Índia, Rajya Sabha
- Paquistão, Presidente
- África do Sul, Conselho Nacional das Províncias